# ميخائيل موناغان
ميخائيل موناغان (بالإنجليزية: Michael Monaghan)‏ هو لاعب دوري الرغبي أسترالي، ولد في 13 مايو 1980 في كانبرا في أستراليا.